# اليساندرو كورتينوفيس
اليساندرو كورتينوفيس (بالإيطالية: Alessandro Cortinovis)‏ (و. 1977  م) هو راكب دراجة هوائية إيطالي، شارك في طواف فرنسا، وطواف إسبانيا.

## روابط خارجية
- اليساندرو كورتينوفيس على موقع الاتحاد الدولي للدراجات (الإنجليزية)
- اليساندرو كورتينوفيس على موقع أرشيف الدراجات (الإنجليزية)
- اليساندرو كورتينوفيس على موقع إحصائيات الدراجات الإحترافية (الإنجليزية)
- اليساندرو كورتينوفيس على موقع نسبة الدراجات (الإنجليزية)
- اليساندرو كورتينوفيس على موقع CycleBase (الإنجليزية)